# Sandy (Utah)
Sandy è una città di 96 901 abitanti degli Stati Uniti d'America situata nella contea di Salt Lake nello Stato dello Utah.
La cittadina sorge a 20 km da Salt Lake City ed è la sesta città dello Utah per popolazione, con circa 89 300 abitanti, distribuiti su un'area di 57,9 km².